# Zonsé (département)
Cet article concerne [le département et la commune rurale. Pour le village chef-lieu, voir Zonsé.
Zonsé est un département et une commune rurale de la province du Boulgou, situé dans la région du Centre-Est au Burkina Faso.

## Géographie

### Démographie
Sur une superficie 241,67 km2, le département et la commune comptait 19 851 habitants en 2006 et 19 916 habitants estimés en 2003.

### Villages
Le département et la commune rurale de Zonsé est composé administrativement de vingt-trois villages, dont le village chef-lieu homonyme (données de population consolidées issues du recensement générale de 2006 et estimées en 2003) :
- Boutaya (721 habitants en 2006, 740 habitants en 2003)
- Diarra-Bétongo (1 091 habitants en 2006, 870 habitants en 2003)
- Diella (397 habitants en 2006, 476 habitants en 2003)
- Dimvoussé (1 102 habitants en 2006, 1 238 habitants en 2003)
- Gnékounéta (717 habitants en 2006, 175 habitants en 2003)
- Guiemssim (262 habitants en 2006, 1 638 habitants en 2003)
- Karéta (262 habitants en 2006, 841 habitants en 2003)
- Korgoreya (1 149 habitants en 2006, 424 habitants en 2003)
- Koungou (729 habitants en 2006, 821 habitants en 2003)
- Kourga (2 412 habitants en 2006, 2 267 habitants en 2003)
- Landré (1 102 habitants en 2006, 209 habitants en 2003)
- Litaya (246 habitants en 2006, 1 099 habitants en 2003)
- Mangaré (323 habitants en 2006, 441 habitants en 2003)
- Ponga (3 694 habitants en 2006, 3 743 habitants en 2003)
- Possodo (802 habitants en 2006, 836 habitants en 2003)
- Samprabissa (99 habitants en 2006, 104 habitants en 2003)
- Sangou-Nazéla (547 habitants en 2006, 71 habitants en 2003)
- Saoupo (613 habitants en 2006, 650 habitants en 2003)
- Soboya (329 habitants en 2006, 360 habitants en 2003)
- Soper (668 habitants en 2006, 727 habitants en 2003)
- Yerba-Peulh (187 habitants en 2006, 165 habitants en 2003)
- Yergoya (513 habitants en 2006, 500 habitants en 2003)
- Zonsé (1 096 habitants en 2006, 1 521 habitants en 2003), chef-lieu